# Minsk
Minsk (em bielorrusso: Мінск ou Менск, pronunciado em bielorrusso: [mʲinsk, mʲɛnsk]; em russo: Минск pronunciado em russo: [mʲinsk]; em polaco: Mińsk; em iídiche: מינסק) ou, na sua forma aportuguesada, Minsque é uma cidade da Bielorrússia (oficialmente, República da Bielorrússia), capital e maior cidade do país e sede da Comunidade de Estados Independentes (CEI). Como capital, Minsk tem estatuto administrativo especial, além de ser também a capital do voblast (província) de Minsk. A cidade está situada junto aos rios Svislach e Niamiha, a 53°55′ N 27°33′ E. Sua população é de cerca de 2 milhões de habitantes (2018).

## História
Diz uma lenda que um gigante chamado Menesk ou Mincz tinha um moinho nas margens de um rio próximo à cidade. Ele costumava triturar pedras para fazer pão e alimentar seus guerreiros. É mais provável, porém, que nome "Minsk", também conhecido como Mensk ou Miensk, seja originário do rio Menka (situado a 20 km do atual centro da cidade), e não do nome deste gigante lendário.
Por volta do século X, o príncipe Ragualdo, de origem viquingue, governou um principado chamado Polócia, que incluía a atual região de Minsk. O primeiro registro do nome Minsk data de 1067, quando uma sangrenta batalha entre o Principado de Polócia e a Rússia de Quieve ocorreu junto às margens do rio Niamiha.
Em 1326, Minsk tornou-se parte do grão-ducado da Lituânia, um Estado bielorrusso-lituano que, após a União de Lublin, em 1569, passou a fazer parte da Comunidade Polono-Lituana. Minsk recebeu foros de cidade em 1499. De 1569 em diante, foi capital do ducado de Mińsk, na Comunidade Polaco-Lituana.
Em 1655 Minsk foi conquistada pelo tsar Aleixo I da Rússia, mas logo foi recuperada por João Casimiro, Rei da Polônia (1648-1668). Foi finalmente anexada pela Rússia em 1793 como consequência da Segunda Partilha da Polônia.
No século XIX a cidade cresceu sob o domínio russo, tornando-se um importante entroncamento ferroviário. Em 1897 a cidade tinha 91.494 habitantes, aproximadamente um terço dos quais judeus.

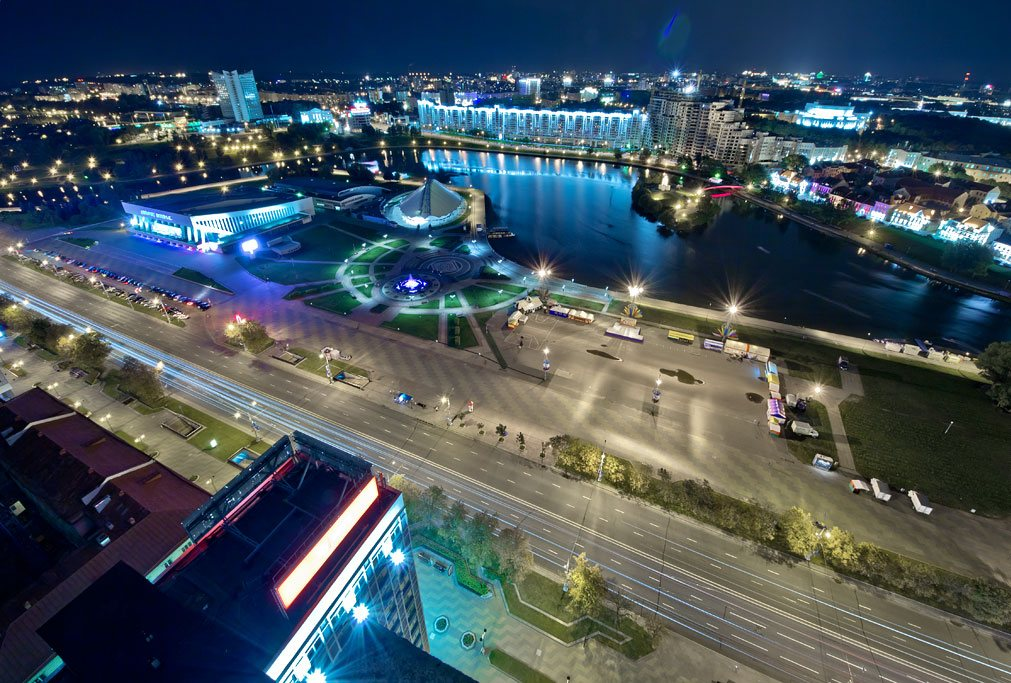
Avenida da Independência, centro de Minsk

Em 1919, e novamente em 1920, a cidade foi controlada pela Segunda República Polonesa, durante a guerra entre a Polônia e os bolcheviques. Mais tarde, foi ocupada pelos russos soviéticos nos termos do Tratado de Paz de Riga, e tornou-se a República Socialista Soviética da Bielorrússia, uma das 15 repúblicas que compunha a URSS.
Durante os anos de 1919 a 1991 Minsk foi capital da República Socialista Soviética da Bielorrússia. A região de Minsk tornou-se um centro do movimento de guerrilha soviético durante a Grande Guerra Patriótica (nome dado pelos soviéticos à sua participação na Segunda Guerra Mundial), e assim Minsk recebeu o título comunista de "cidade heroica" em 1974. Durante a guerra a cidade foi quase inteiramente destruída, e uns poucos edifícios históricos permaneceram de pé. A maioria das igrejas foi destruída durante a Segunda Guerra Mundial e nos anos seguintes, por autoridades comunistas. Poucas restam de pé, por exemplo a Igreja Católica do Calvário.
A cidade cresceu rapidamente após a Segunda Guerra Mundial, assim as vilas próximas tornaram-se "mikrorayons", ou seja, distritos de apartamentos densamente construídos. Depois do desastre de Chernobyl, algumas populações desalojadas das áreas afetadas mudaram-se para Minsk, particularmente junto aos "mikrorayons" de Malinauka e Shabany. Fora de seus limites fica a Floresta de Kurapaty, próxima ao anel viário da cidade, num local onde, entre 1937 e 1941, milhares de bielorrusoss foram mortos por autoridades comunistas.

## Geografia

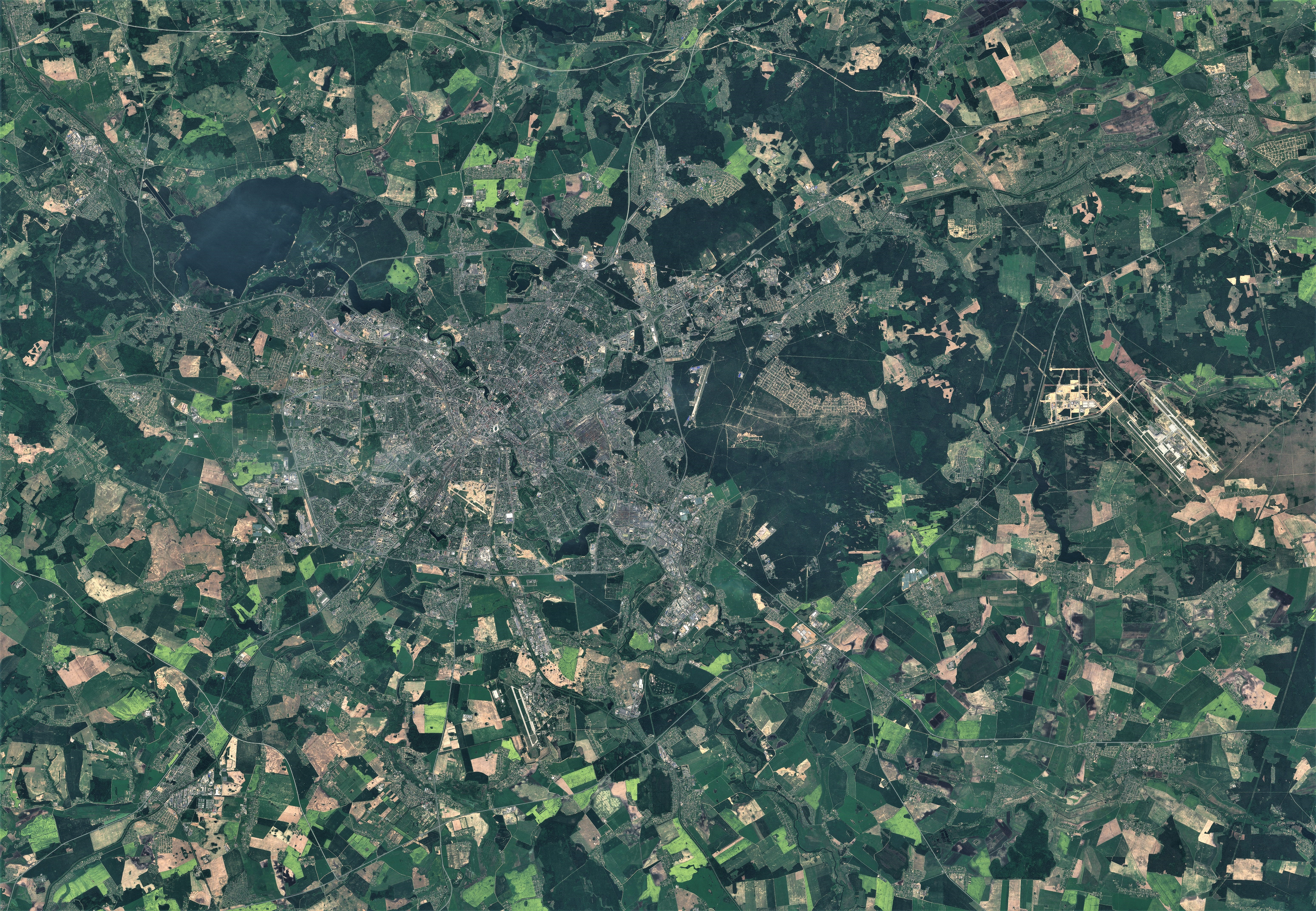
Imagem da cidade vista do espaço

A cidade está localizada na encosta sudeste do Minsk Hills, tendo origem morena. Minsk foi formada durante a glaciação Sozh. A cidade está 200 metros acima do nível do mar.
A parte mais alta de Minsk, 283 metros, dar-se-á na rua Leszczynski, na região oeste da cidade, entre as ruas Timirjazeva e Kharkiv. O ponto mais baixo, 181,4 metros, está localizado na parte sul-leste da cidade, em uma planície de inundação, no bairro Svislochi Chizhovka.
Em 26 de março de 2012, a área total de terras nos limites da cidade de Minsk era de 34,884,43 hectares (348,84 km²). Em 31 de dezembro de 2006, a cidade possía 306,68 km². O limite territorial de Minsk e das cidades da região de Minsk são determinadas com base no Decreto Presidencial de 22 de novembro de 2007, que já transferiu 0,05 km² da área de cidades vizinhas à Minsk para a capital, devido ao crescimento urbano. Outros 1,17 km², do território da região de Smolevichsky, foram foram transferidos para os limites da cidade de Minsk pelo Decreto do Presidente da República da Bielorrússia de 21 de julho de 2008, que trata sobre a mudança dos limites de Minsk e Smolevichsky. A última alteração feita nos limites territoriais de Minsk ocorreu em 2012, após a assinatura do Decreto do Presidente da República da Bielorrússia nº 141, de 26 de Março de 2012, tratando sobre a mudança dos limites da cidade da região de Minsk, segundo a qual o território da cidade aumentou 40,95 km². Levando em conta estas alterações, a área territorial de Minsk cresceu cerca de 30,71% nos últimos anos, ou 107,14 km². A área urbana da cidade corresponde a 241,70 km², ou 69,29% da área da cidade.

### Clima
Assim como na maior parte da Bielorrússia, o clima de Minsk é moderadamente continental, recebendo influência significativa do ar do mar Atlântico. A precipitação média anual é de 700 milímetros. Os verões são quentes, mas não úmidos. A temperatura média em julho é de 18,5 °C. Os invernos são suaves, com degelos frequentes, sendo que a temperatura média em janeiro é de -4,5 °C. Nos últimos anos tem havido uma clara tendência para um aumento da temperatura no estação do inverno. Em geral, a temperatura média anual de Minsk é de 6,7 °C, a velocidade média do vento é de 2,4 m/s e a umidade média anual é de 77%.

## Demografia
O censo bielorrusso de 2009 indicou uma população de 1 836 808 habitantes em Minsk. Em 2013, de acordo com estimativas, o total de habitantes passou para 1 917 344 pessoas.
De 2005 a 2012, a taxa de natalidade aumentou entre 9,4% e 12%, a cada 1 000 nascidos vivos. Em 1990, esse percentual representava 14,4% do total de nascidos vivos. No mesmo período, taxa de mortalidade infantil diminuiu entre 9,6% e 9,2% a cada 1 000 nascidos vivos, e a taxa global de crescimento natural da população aumentou entre 0,2% e 2,8%, desde 1990. A expectativa de vida da população aumentou em relação ao mesmo período, passando de 72,3 anos (67 para os homens e 77,2 para as mulheres) para 74,9 anos (69,6 para os homens e 79,4 para as mulheres).
Em 2012, Minsk registrou 15 514 casamentos realizados e 8 121 divórcios, sendo que ambos os indicadores da cidade supera a média das cidades da República da Bielorrússia.

## Economia
Minsk é o maior centro econômico da República da Bielorrússia. A receita tributária total representa cerca de metade do total do país. As empresas com maiores contribuições para a economia da cidade, no primeiro trimestre de 2011, foram: "Beltransgaz Lukoil-Belarus", "Minsk Kristall" (fabricantes de bebidas alcoólicas), "Wellcome Mingazov", "Minskenergo", "Beltelecom", "Tabak-Invest", "Oil Eunice" e "Priorbank". Juntas, elas respondiam por 55% das receitas provenientes do setor privado, no determinado período, enquanto no primeiro trimestre de 2010 foram responsáveis por 46,6% das receitas. Em 2010, cerca de 25% das receitas fiscais eram originárias de empresas de pequeno ou médio porte. De acordo com dados do Comitê Nacional de Estatística da República da Bielorrússia, em 2013, o produto interno bruto da cidade é baseado principalmente na indústria de transformação (26,4%), no comércio por atacado (19,9%), setor de transportes e comunicações (12,3%), no comércio a retalho (8,6%) e na construção civil (5,8%). O PIB total da cidade, no mesmo ano, foi de 120 000 000 milhões de rublos (cerca de 12,8 bilhões de dólares).
A cidade é, também, o principal centro industrial do país. Esta foi responsável pela produção de 18,8% dos produtos industriais de toda a Bielorrússia em 2013. Entre as principais indústrias de Minsk, estão a Planta de Tratores (MTZ), que produziu cerca de 8-10% do mercado mundial de tratores de rodas, a MAZ, fabricante de rodas, a MMZ fabricante de motores diesel e a Fábrica de Tratores de Minsk. Na cidade também estão localizadas uma série de empresas de produção de componentes de plantas (mola, engrenagens, etc), plantas de reparação de automóveis, fábricas de bicicletas e uma fábrica de relógios. A indústria de eletrônicos também está relativamente desenvolvida, com fábricas de televisores, leitores de DVD e eletrodomésticos, uma fabricante de geladeiras e eletrodomésticos, fabricantes de rádio-eletrônicos, eletromecânica e eletrotécnicos. Após o colapso da União Soviética, foram criadas novas empresas, como Belkommunmash, hoje um dos maiores produtores de eletrônicos, que foi criado no início da década de 1990, com base na manutenção do bonde.
A indústria alimentar é representada por empresas de destilaria, como a Minsk Kristall. Cervejarias, como a "Krynica" "Aleksandryya", "Kult" e "Olivariya" também estão instaladas na cidade. Várias padarias, fábrica de embalagem de carne e instalação de armazenamento de frio também podem ser encontradas. Empresas produtoras de roupa e vestuário, fabricantes de cosméticos e outras indústrias leves complementam a economia e o setor industrial de Minsk.
Em 2012, as empresa de transporte em Minsk produziram, em particular, 20 000 caminhões, 59 700 tratores, 2 000 ônibus, 172 trólebus, 106 mil motores de combustão interna, 5 900 motocicletas e 166 500 bicicletas. Empresas de elétrica e eletrônica fabricaram 1,3 milhões de refrigeradores e congeladores, 321 000 máquinas de lavar, 531 000 televisores, 15 500 baterias de carro, 35 500 km de cabos de fibra óptica e 1,7 bilhão de circuitos integrados. A indústria leve, no mesmo ano, produziu 543 000 vestuários, 2,6 milhões de pares de calçados, 3,1 milhões de vestuários em lã, 23,5 mil toneladas de carne e miudezas, de 13 700 toneladas de salsichas, 288 000 toneladas de produtos lácteos, 1 700 toneladas de queijo e 68 milhões de litros de refrigerantes. Em Minsk, produziu-se 21,5% do total de eletricidade gerada na República da Bielorrússia, 81% caminhões, 13,5% das malhas, calçados 15,9%, 89,3% dos aparelhos de TV, 99% das máquinas de lavar roupa, 39,8% dos medicamentos, 8,7% dos móveis, 16,3% de produtos lácteos, 26,2% de produtos de pastelaria, 27,6% das bebidas destiladas e 18,4% de água mineral e água gaseificada consumida na Bielorrússia.

## Infraestrutura

### Educação
Minsk possui mais de 200 escolas secundárias escolas, mais de 25 escolas de ensino médio, 33 escolas secundárias especializadas, bem como várias escolas de nível primário. No ano letivo de 2012/2013, 273 instituições de educação secundária registraram 160 700 matrículas de estudantes. Outros 37 400 alunos matricularam-se em instituições de ensino secundário profissional.
Na cidade, há 23 instituições de ensino superior de caráter pública, sendo que as principais são a Academia de Direção adjunta, a Universidade Económica do Estado bielorrusso, a Universidade do Estado da Bielorrússia, Universidade Pedagógica do Estado Bielorrusso Maxim Tank, a Universidade Técnica Nacional bielorrussa, Universidade Estatal Bielorrussa de Informática e Radioeletrônica e a Academia de Música do Estado Bielorrusso. Outras nove universidades privadas são encontradas na cidade. Entre 2012 e 2013, o número de estudantes de ensino superior na cidade era de 223 900, mais da metade do número total de alunos de nível superior na República da Bielorrússia.

## Transportes

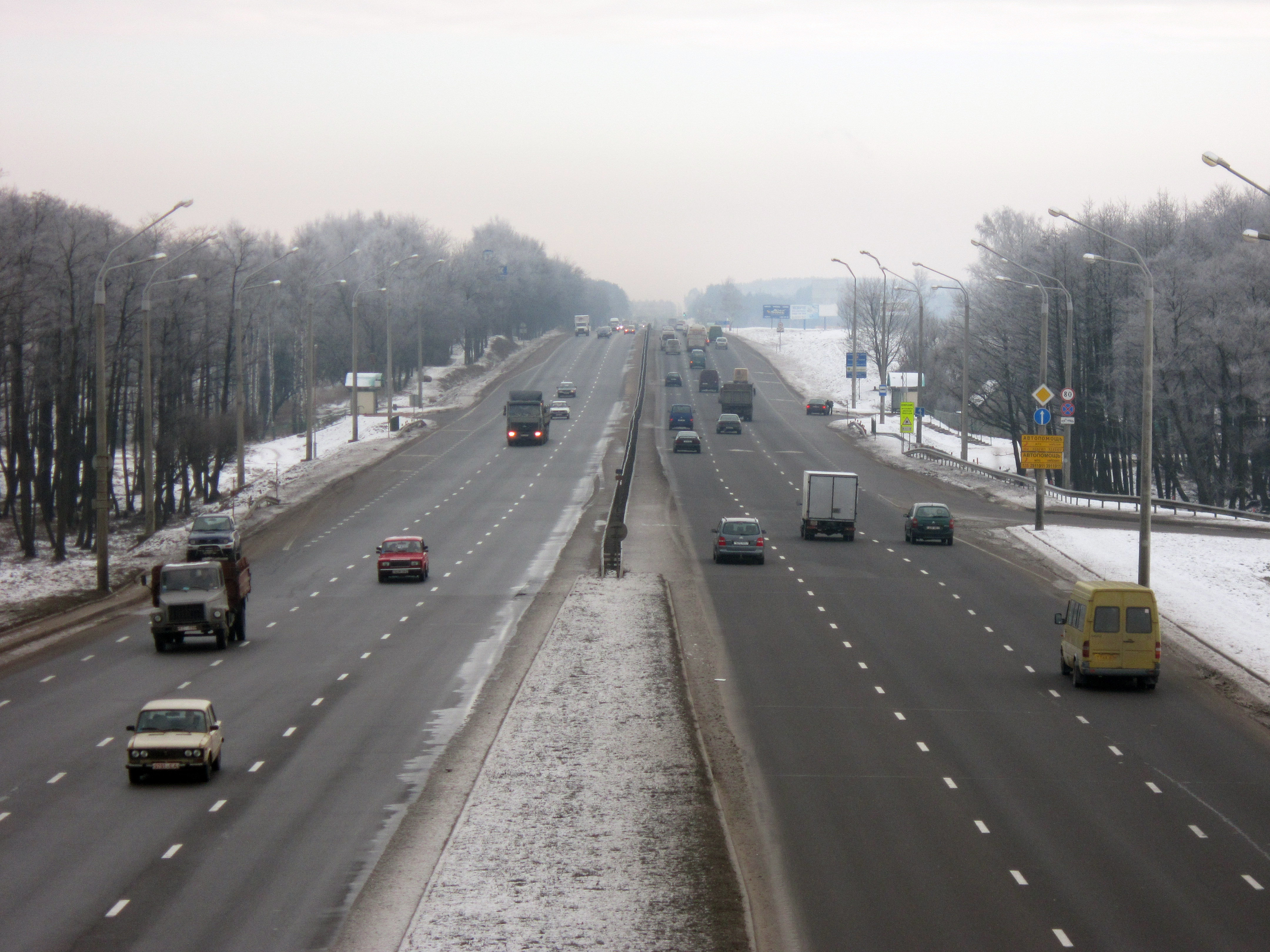
Rodovia M4, próxima aos limites da cidade

Minsk é o maior centro de transportes na Bielorrússia. Ela está localizada na intersecção de corredores que ligam a Rússia com a Polónia e a Ucrânia, com os Países Bálticos. A distância rodoviária entre Minsk e Moscou é de cerca de 800 quilômetros. A cidade é responsável por cerca de 30% dos serviços de transporte ferroviário de passageiros no país, 20% do transporte rodoviário de mercadorias de importação e 40% do transporte de resíduos sólidos no país. Várias rodovias e estradas fazem parte da malha viária de Minsk, sendo que as principais são: A rodovia M1, fazendo ligação de Minsk com Brest, Orsha e Moscou, capital russa; M2, que liga a área urbana da cidade ao Aeroporto Nacional de Minsk; M3, ligando a cidade à Vitebsk; M4, com destino à Mahilou; M5, que faz ligação entre Minsk e a segunda maior cidade do país, Gomel, no sudeste da Bielorrússia; M6, ligando a cidade à Grodno; P1, que liga Minsk à Dzerzhinsk; P28, ligando a cidade à Maladziechna; P58, levando Minsk à Myadel, e outras estradas locais. O centro da cidade é totalmente cortado pela rodovia M9. Em 2010, foi anunciada a construção de um segundo anel rodoviário, previsto para ser concluído em 2017, possuindo cerca de 158 quilômetros.

### Transporte público
A cidade possui uma rede de transportes público bem desenvolvida. Além do Metrô de Minsk, há mais de 167 linhas de ônibus e trólebus e mais de 64 rede de eléctricos. Há um projeto para criar rede de trem na cidade, para atender os subúrbios mais próximos. Três tipos de transporte sobressaem em Minsk: O metrô, ônibus e bonde, que realizam a maior parte do transporte de passageiros. Em 2009, os ônibus transportaram 35,7% de passageiros, o metrô transportou 32,8%, os trólebus transportaram 26,4% e a rede de transporte eléctrico foi responsável pelo transporte de 5,1% dos passageiros da cidade.
A primeira parte do metrô de Minsk foi aberta em 1984, e atualmente a rede consiste de duas linhas, cujas extensões estão atualmente em construção. Além disso, Minsk possui extensas redes de ônibus, trólebus e bondes.
A cidade possui dois aeroportos. O de Minsk-1 fica ao sul do centro da cidade, e atende principalmente aos voos domésticos. Deve ser desativado e tornar-se um distrito residencial no futuro. O outro aeroporto, situado a leste, é o de Minsk-2, e recebe voos internacionais para a Áustria, Chipre, França, Alemanha, Irlanda Israel, Itália, Polônia, Turquia, Reino Unido e outros países. A estação ferroviária das cidade foi modernizada recentemente.

## Cidades-irmãs
- Emirados Árabes Unidos - Abu Dhabi
- Turquia - Ancara
- Índia - Bangalore
- China - Pequim
- Brasil - Belo Horizonte
- Venezuela - Caracas
- China - Changchun
- Estados Unidos - Detroit
- Países Baixos - Eindhoven
- Cuba - Havana
- Nepal - Kathmandu
- Polónia - Lodz
- Rússia - Murmansk
- Inglaterra - Nottingham
- Rússia - Novosibirsk
- Ucrânia - Odessa
- Alemanha - Potsdam
- Japão - Sendai
- Irão - Teerã
- Armênia - Yerevan

## Cultura

### Arquitetura

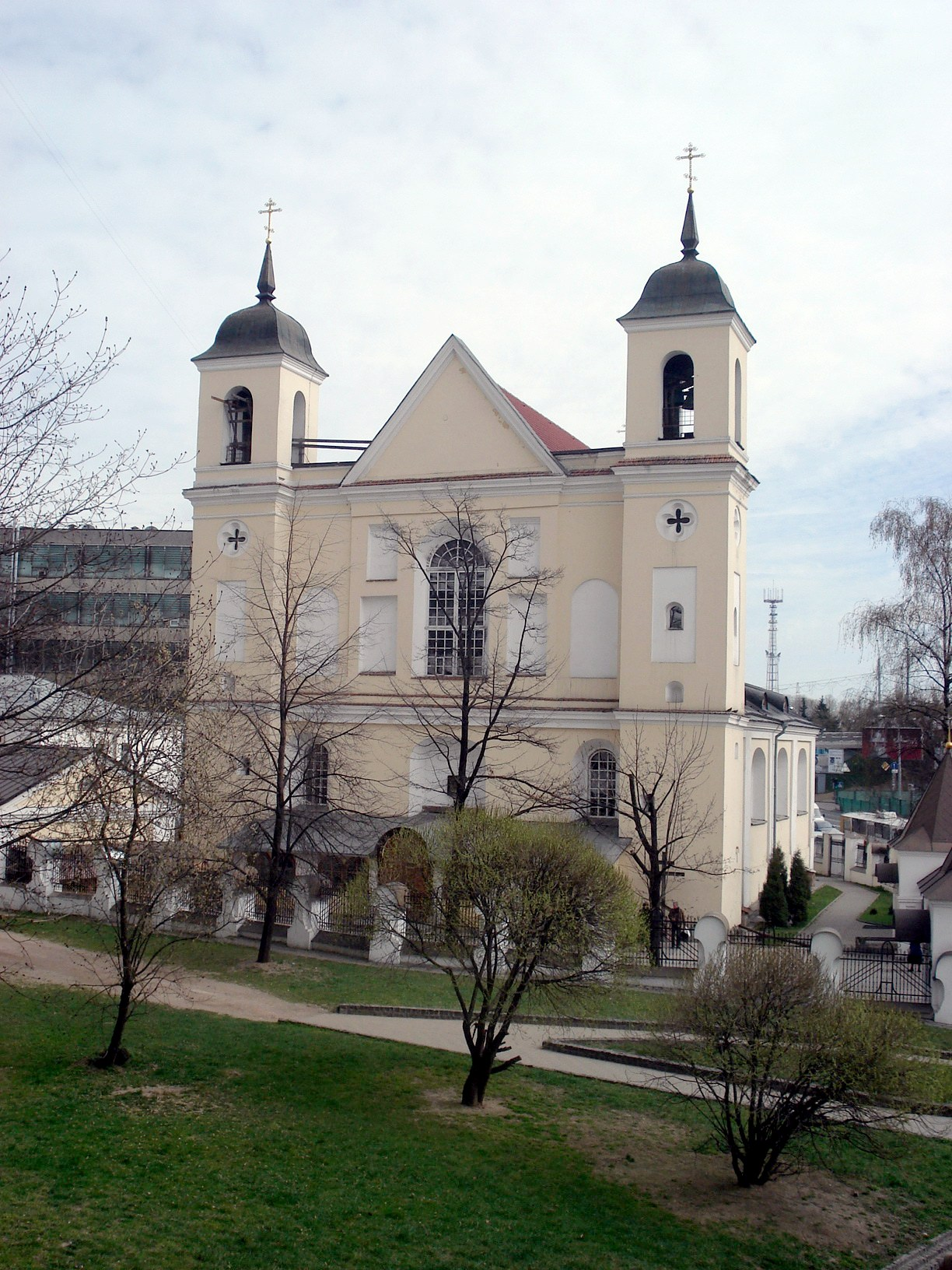
Catedral de São Pedro e São Paulo

O Centro Histórico de Minsk, também chamado de "Minsk antigo", está situado num vale, às margens do Svislochi, cerca de oito metros acima do nível atual do rio. A região de montanha, a Praça da Liberdade e a Praça do distrito Jubileu fazem parte desta área histórica. A estrutura arquitetônica mais importante do Centro Histórico de Minsk é o Castelo de Madeira. Em torno dele foi localizado o unfortified Posad. Todas as estruturas da cidade antiga eram de madeira. A maioria das casas eram de câmara única e apenas algumas tinham dossel. O primeiro edifício de pedra conhecido em Minsk foi a fundação do templo inacabado, na segunda metade do século XI. Construído sobre atípico para os métodos estatais russos antigos, embora o plano arquitetônico do templo é semelhante aos locais de culto da escola de arquitetura. A largura é coberta de madeira, se estendendo por 3-4 metros. Todas as ruas convergem nos portões do castelo. Devido ao solo pantanoso, estruturas de drenagem foram construídas no local.
O formato das ruas de Minsk foi mantid durante muito tempo, mas após um incêndio em 1547, o modelo de ruas e praças foi parcialmente revisto, e o mercado municipal (o único na cidade à época) foi transferido do antigo lugar para as proximidades da Praça da Liberdade, localizado a poucos metros desta. No entanto, as ruas antigas situadas nas regiões de planície da cidade permaneceram intactas até o século XX. A região pantanosa ao norte do Castelo de Madeira manteve-se praticamente desabitada até o século XVI, quando Minsk passou a crescer rapidamente, expandindo-se para o subúrbio. A principal rua da zona norte da cidade, a rua Nyamiha (ou Nemigskaya), permanece com o modelo antigo, originado das rotas comerciais para o oeste. Esta rua costuma ser inundada a cada primavera e outono. Entre os séculos XVI e XVII, a área do Mercado Superior tornou-se densamente povoada, e no início do século XVII, novos limites da cidade foram cercados por uma muralha de barro com baluartes na linha das ruas Romanov Sloboda, Independence Avenue e Kupala.
Parte da estrutura de Minsk foi erguida em madeira. Nos séculos XVII e XVIII, foram construídos dois andares em pedra do prédio da prefeitura,  bem como vários edifícios religiosos em pedra no estilo barroco: A Igreja Católica da Virgem Maria, em 1709, as igrejas e mosteiros Bernardine Bernardiny (este último transformado na Catedral do Espírito Santo da Igreja Ortodoxa Russa), Igreja Católica São Tomás de Aquino, a Igreja Ortodoxa de São Pedro e São Paulo, a Igreja Uniate do Espírito Santo, entre outras). Como resultado, em 1800 Minsk já possuía 39 construções em pedra e 970 casas de madeira, bem como 48 outros edifícios em outros estilos. Em 1795, a cidade tinha 11 templos de pedra e 6 templos de madeira. O número de construções de prédios da igreja católica começou a cair a partir do fim do século XIX, sendo realizada uma série de reestruturações nas estruturas das igrejas barrocas da Igreja Católica. Em 30 de maio de 1835, houve um grande incêndio em Minsk, o que levou a proibição da construção de casas de madeira no centro da cidade. Devido a isto, uma série de casas construídas em pedra aumentou na cidade, no relativo período. Em 1857, a Câmara Municipal de Minsk foi demolida. Grande parte da terra no centro da cidade pertencia aos nobres, igrejas e mosteiros. No início do século XIX, essas terras eram ocupadas por 62% de todas as casas da cidade. Nesta época, os subúrbios de Sloboda, Komarovka e Radizwill eram de propriedade privada. Em 1841, todas as propriedades do clero católico foram confiscadas nestes subúrbios, reduzindo-se o número de mosteiros.